# Hoplopleura acanthopus
Hoplopleura acanthopus – gatunek wszy z rodziny Hoplopleuridae, pasożytujący na bardzo szerokim kręgu żywicieli. Powoduje wszawicę. Występuje na różnych gatunkach drobnych gryzoni dzikich, spotykany również na małych ssakach owadożernych. Właściwymi żywicielami są gryzonie z rodzajów Microtus, Arvicola, Pitymys.
Samica wielkości 1,2-1,4 mm, samiec mniejszy 0,9-1,1 mm. Wszy te mają ciało silnie spłaszczone grzbietowo-brzusznie. Samica składa jaja zwane gnidami, które są mocowane specjalnym "cementem" u nasady włosa. Rozwój osobniczy trwa po wykluciu się z jaja około 14 dni. Pasożytuje na skórze. Jako pasożytowi ektodermalnemu wielu gatunków gryzoni wszy tej przypisuje się znaczenie w przenoszeniu tularemii wśród populacji polników. Występuje na terenie Europy, Azji i Ameryki Północnej.